# Ponte Ferroviária de Alferrarede
A Ponte Ferroviária de Alferrarede é uma ponte da Linha da Beira Baixa sobre a Ribeira de Alferrarede, em Portugal. 

## Caracterização
Esta ponte apresentava originalmente um comprimento de cerca de 20 m. Transporta a Linha da Beira Baixa sobre a Ribeira de Alferrarede.

## História
Esta ponte fez parte desde o início do troço da Linha da Beira Baixa entre Abrantes e a Covilhã, que começou a ser construído nos finais de 1885, e entrou em exploração no dia 6 de Setembro de 1891, pela Companhia Real dos Caminhos de Ferro Portugueses.